# Dyskografia Milesa Davisa
To jest lista najważniejszych nagrań Milesa Davisa.

## Wczesne nagrania studyjne, 1945–1956
Przed Birth of the Cool Miles pojawił się na albumach studyjnych głównie jako członek kwintetu bebopowego saksofonisty, Charliego Parkera.
12-calowy winyl stał się powszechny dopiero w połowie lat pięćdziesiątych. Większość wczesnych nagrań Davisa wydanych było początkowo na 10- lub 7-calowych płytach o krótszym czasie odtwarzania; doczekały się one potem ponownego wydania w formie płyt długogrających, które czasem zawierały kilka połączonych sesji nagraniowych, a czasem nagrania z utworów z różnych albumów. Mówiąc ogólnie, współczesne wydania CD odzwierciedlają kolejność wydawania 12-calowych płyt LP, która została przedstawiona poniżej. Lata podane to lata nagrania, nie wypuszczenia danego albumu na rynek. Większość z tych materiałów zostało nagrane dla Prestige Recordings; w celu uzyskania bliższych informacji o zagmatwanej historii wydawniczej Prestige, zobacz odpowiednik dla Prestige części bazy Miles Ahead
- Bopping the Blues(inne języki) (1946)
- Cool Boppin(inne języki)' (1948)
- Birth of the Cool (1949 i 1950)
- Conception(inne języki) (1951)
- Blue Period (1951)
- Dig(inne języki) (1951)
- Miles Davis with Horns (1951 i 1953)
- Miles Davis Volume 1 (Blue Note Records, 1952 i 1954)
- Miles Davis Volume 2 (Blue Note Records, 1953)
- Blue Haze (1953 i 1954)
- Walkin’(inne języki)' (1954)
- Bags’ Groove(inne języki) (1954)
- Miles Davis and the Modern Jazz Giants(inne języki) (1954, z jednym utworem z 1956)
- Musings of Miles(inne języki) (1955)
- Blue Moods(inne języki) (1955)
- Quintet/Sextet(inne języki) (1955, Miles Davis i Milt Jackson)
- Miles: The New Miles Davis Quintet(inne języki) (1955)
- Relaxin’ with the Miles Davis Quintet(inne języki) (1956)
- Steamin’ with the Miles Davis Quintet(inne języki) (1956)
- Workin’ with the Miles Davis Quintet(inne języki) (1956)
- Cookin’ with the Miles Davis Quintet (1956)

## Nagrania studyjne dla Columbii, 1955–1975
Nagrania dla Columbia Records, lata podane odnoszą się do nagrań, chociaż albumy wydawano najczęściej tuż po nagraniu.
- ’Round About Midnight (1955–1956)
- Miles Ahead (1957)
- Ascenseur pour l'Échafaud (Fontana, 1957 – ścieżka dźwiękowa)
- Milestones(inne języki) (1958)
- Somethin' Else(inne języki) (Blue Note Records, 1958 – Cannonball Adderley quintet)
- Porgy and Bess(inne języki) (1958)
- 1958 Miles(inne języki) (1958, później nazwany '58 Sessions Featuring Stella by Starlight)
- Kind of Blue (1959) – 2x platynowa płyta w Polsce[1]
- Sketches of Spain (1960)
- Someday My Prince Will Come (1961)
- Quiet Nights (1962–1963)
- Seven Steps to Heaven (1963)
- E.S.P. (1965)
- Miles Smiles (1966)
- Sorcerer (1967)
- Nefertiti (1967)
- Miles in the Sky (1968)
- Water Babies(inne języki)  (1968)
- Filles de Kilimanjaro (1968)
- In a Silent Way (1969)
- Bitches Brew (1969)
- The Complete Bitches Brew Sessions (1998)
- A Tribute to Jack Johnson (1970)
- The Complete Jack Johnson Sessions (1970)
- Live-Evil (1970) – zarówno w studio jak i na żywo
- On the Corner (1972)
- The Complete On the Corner Sessions (1972)
- Big Fun (1969–1972)
- Get Up with It (1970–1974)
- The Complete In a Silent Way Sessions (2001)

## Nagrania studyjne 1981–1991
Po swojej pięcioletniej nieobecności na scenie muzycznej, Davis nagrywał początkowo dla Columbii, a od końca 1985 (od „Tutu”) dla Warner Bros.
- The Man with the Horn (1980/1981)
- Star People(inne języki) (1982/1983)
- Decoy(inne języki) (1983)
- You’re Under Arrest (1984/1985)
- Aura (nagrane w 1985; wydane w 1989)
- Tutu (1986)
- Music from Siesta(inne języki) (1987 – ścieżka dźwiękowa)
- Back on the Block (1989 – gościnnie, album Quincy’ego Jonesa)
- Amandla (1989)
- Dingo (1991 – ścieżka dźwiękowa)
- Doo-Bop (1992)

## Nagrania koncertowe
- Birdland 1951(inne języki) (1951)
- Amsterdam Concert(inne języki) (1957)
- Live in Den Haag (1960)
- Olympia, 20th March 1960 (1960)
- Manchester Concert (1960)
- Olympia, 11th October 1960(inne języki) (1960)
- In Person: At the Blackhawk, San Francisco (1961)
- At Carnegie Hall (1961)
- In Europe(inne języki) (1963)
- My Funny Valentine (1964)
- Four & More (1964)
- Miles in Tokyo (1964)
- Miles in Berlin (1964)
- The Complete Live at the Plugged Nickel(inne języki) (1965)
- 1969 Miles – Festiva De Juan Pins(inne języki) (1969)
- Live at the Fillmore East, March 7, 1970: It’s About that Time (1970)
- Black Beauty: Miles Davis at Fillmore West (1970)
- Miles Davis at Fillmore: Live at the Fillmore East (1970)
- The Cellar Door Sessions 1970 (2005)
- Live-Evil (1970) – zarówno koncertowy jak i studyjny
- Miles Davis in Concert: Live at Philharmonic Hall (1972)
- Dark Magus: Live at Carnegie Hall (1974)
- Agharta (1975)
- Pangaea (1975)
- Miles! Miles! Miles!(inne języki) (1981)
- We Want Miles(inne języki) (1982)
- The Complete Miles Davis at Montreux(inne języki) (1973–1991)
- Miles & Quincy Live at Montreux(inne języki) (1991)
- Live Around the World(inne języki) (1988–1991)
- Bitches Brew Live (2011)
- Live in Europe 1969: The Bootleg Series Vol. 2 (2013)
- Miles at the Fillmore 1970: The Bootleg Series Vol. 3 (2014)

## Kompilacje
- Facets (ok. 1973 – zarówno wydane, jak i niewydane wcześniej nagrania z lat 1955 do 1964)
- Water Babies (1977 – (niewydane wcześniej nagrania z lat 1967–68)
- Circle in the Round (1979 – niewydane wcześniej wydania z lat 1955–1970)
- Directions (1980 – niewydane wcześniej wydania z lat 1960–1970)
- The Columbia Years (1990 – czteropłytowy zestaw CD z nagraniami z lat 1955–1985)
- The Essential Miles Davis (2001, Legacy Recordings)
- Cool & Collected (2006) (Legacy Recordings) – złota płyta w Polsce[2]

## Zestawy pudełkowe
Wczesne wydania Davisa dla Prestige Records zebrane są na Chronicle: The Prestige Recordings 1951–1956.
Columbia Records wydała serię ośmiu zestawów pudełkowych zawierających nagrania z lat 1950 do 1970. Zawierają one materiał niewydany poprzednio na innych albumach Columbii (a w przypadku Someday My Prince Will Come i albumów nagranych po A Tribute to Jack Johnson, istnieją nagrania studyjne, które nie znalazły się w tych wydawnictwach pudełkowych). Zestawy te zostały wydane pomiędzy 1996 i 2004 rokiem (kolejność podana poniżej jest zaburzona – #2 był pierwszy, #3 był ostatni – lata podane to lata nagrań). The Cellar Door Sessions, mimo że wydane w pudełku z tym samym charakterystycznym projektem co pozostałe, nie jest częścią numerowanej serii. Kolejny zestaw zawierający nagrania od On the Corner do odejścia Davisa w połowie lat siedemdziesiątych ma się według plotek pojawić w 2007 roku..
1. The Complete Miles Davis with John Coltrane (1955–1961)
2. The Complete Miles Davis and Gil Evans (1957–1968)
3. Seven Steps: The Complete Columbia Recordings of Miles Davis 1963–1964 (Legacy Recordings)
4. The Complete Studio Recordings of the Miles Davis Quintet 1965–1968 (Legacy Recordings)
5. The Complete In a Silent Way Sessions (2001) (1968–1969, Columbia/Legacy)
6. The Complete Bitches Brew Sessions (1969–1970, Columbia/Legacy)
7. The Complete Jack Johnson Sessions (1970, Columbia/Legacy)
8. The Cellar Door Sessions 1970 (1970, Columbia/Legacy)
9. The Complete On the Corner Sessions (1972, Columbia/Legacy)

## Płyty DVD i wideo
- Miles Electric: A Different Kind of Blue (2004, DVD – zawiera pełny, 28-minutowy występ z Isle of Wight Festival, 23 sierpnia 1970)
- The Miles Davis Story (2001, Channel Four Television Limited (UK); 2002, DVD) dystrybucja w USA: Columbia Music Video